# Prunus mandshurica
Prunus mandshurica là loài thực vật có hoa trong họ Hoa hồng. Loài này được (Maxim.) Skvortsov mô tả khoa học đầu tiên năm 1929.

## Hình ảnh

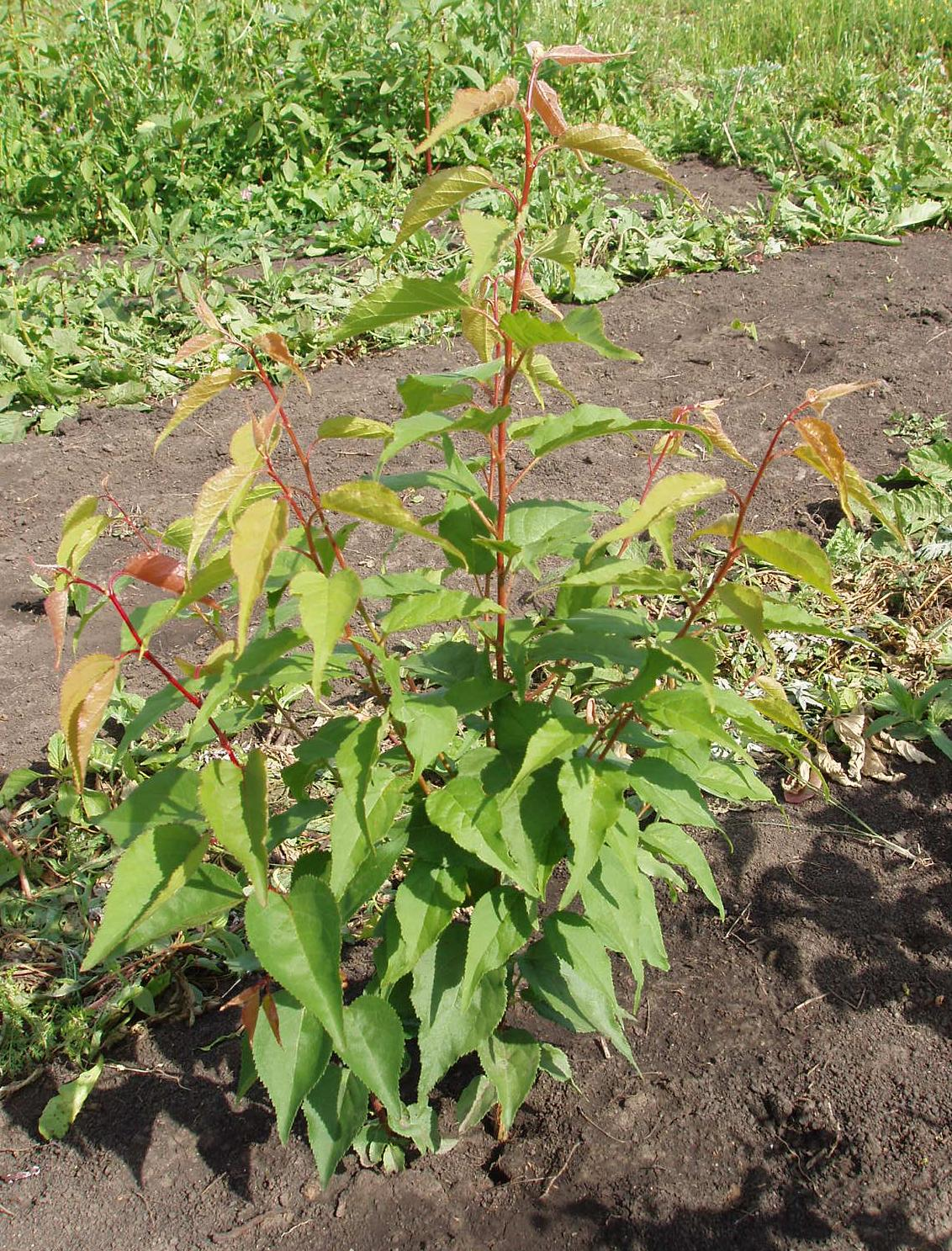
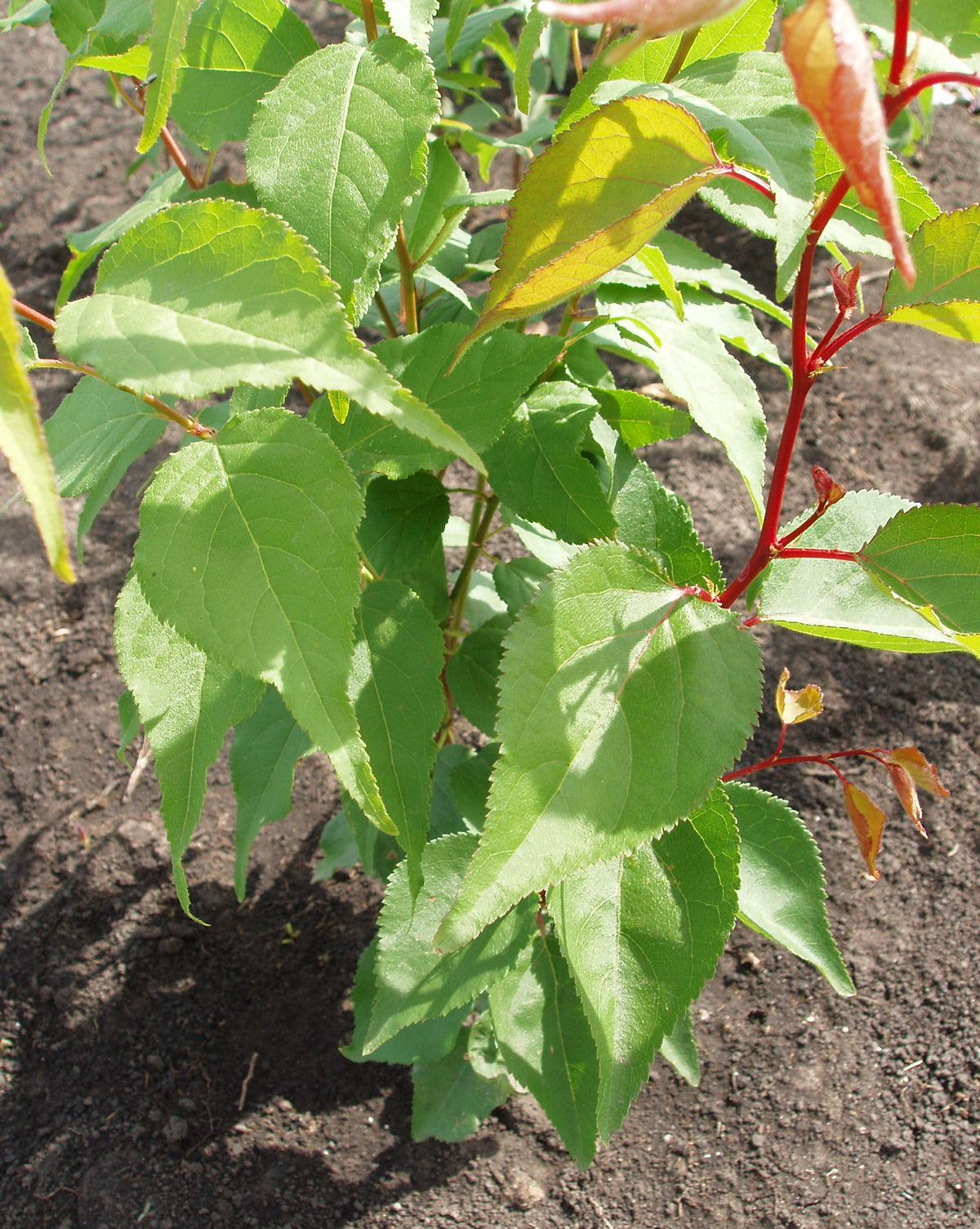
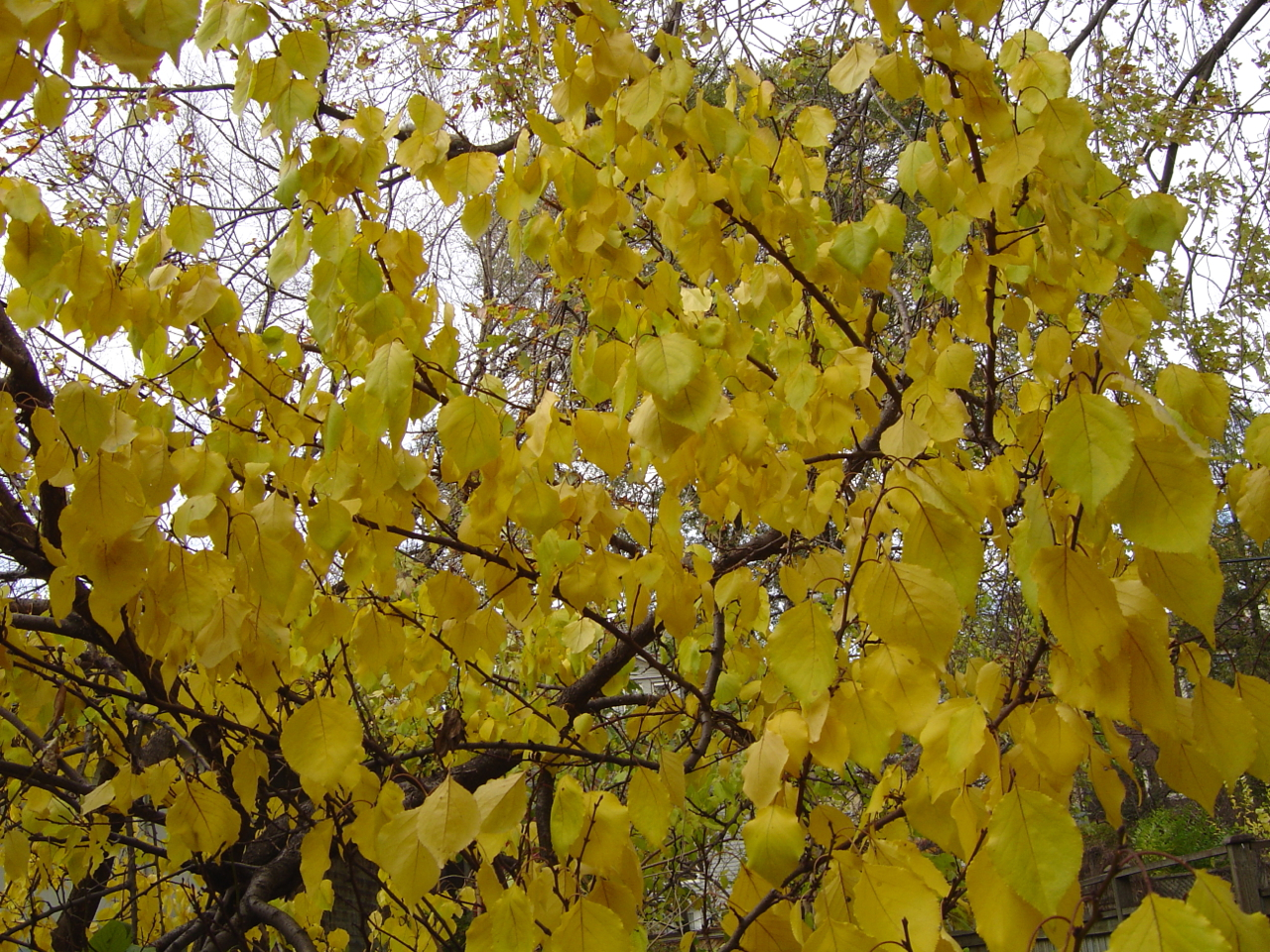
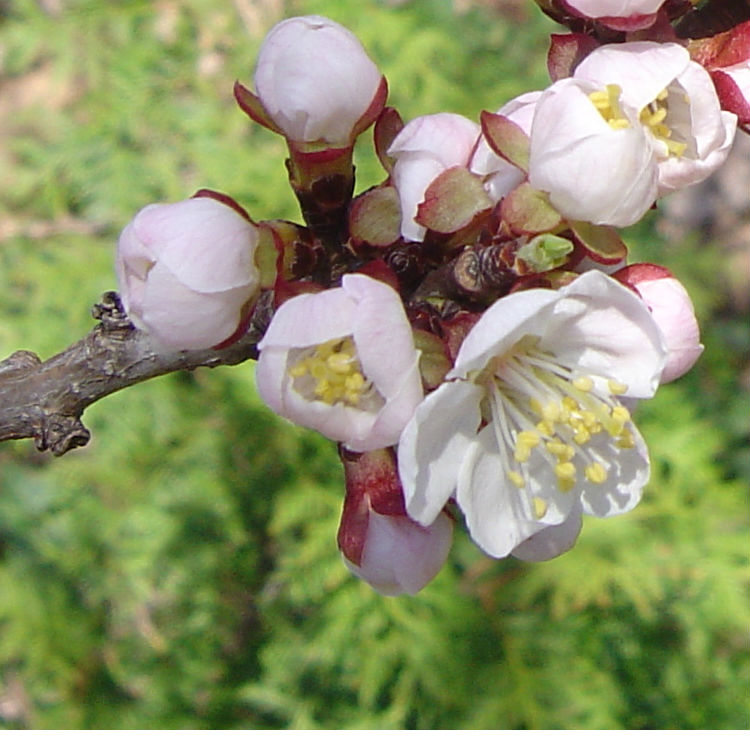